# Marcu al Efesului
Marcu al Efesului (născut sub numele de Manuel Evghenikos, în greacă Μάρκος Εὐγενικός) (n. 1392, Constantinopol, Imperiul Roman de Răsărit – d. 23 iunie 1444, Constantinopol, Imperiul Roman de Răsărit) a fost un teolog isihast de la sfârșitul perioadei paleologe a Imperiului Bizantin, care a devenit faimos pentru apărarea Ortodoxiei la Conciliul de la Ferrara-Florența (1438-1439) în fața încercărilor de conciliere dogmatică efectuate de împăratul Ioan al VIII-lea Paleologul și de papa Eugen al IV-lea. A fost călugăr la Constantinopol, un prolific imnograf și un adept devotat al învățăturilor Sfântului Grigorie Palama.
În calitate de teolog erudit Marcu a fost implicat în pregătirile Conciliului de la Ferrara-Florența, iar ca mitropolit de Efes și delegat al patriarhului Alexandriei a fost unul dintre cei mai importanți participanți la acel sinod. El a susținut că Biserica Romano-Catolică a cauzat Marea Schismă din 1054 prin promovarea ereziei atunci când a introdus adaosul filioque în Crezul niceo-constantinopolitan. Marcu a criticat, de asemenea, pretenția papei de a se considera drept conducător al Bisericii universale. El a fost singurul episcop răsăritean care a refuzat să semneze acordul încheiat între Biserica Ortodoxă și Biserica Romano-Catolică. După ce a părăsit lucrările sinodului, pe care le-a socotit o cauză pierdută, Marcu a devenit conducătorul opoziției ortodoxe față de Unirea de la Florența, consolidându-și astfel reputația de apărător al Ortodoxiei și stâlp al Bisericii.

## Biografie

### Primii ani
Manuel Evghenikos s-a născut în 1392, la Constantinopol, în familia lui George, sakellarios al catedralei Hagia Sophia și diacon ortodox, și a Mariei, fiica unui medic devotat pe nume Luca. Manuel a învățat să citească și să scrie de la tatăl său, care a murit când Manuel și fratele său mai mic, Ioan Evghenikos, erau încă copii. Maria l-a trimis pe Manuel să-și continue educația cu Ioan Chortasmenos, care a devenit mai târziu mitropolitul Ignatie de Selymbria, și cu matematicianul și filosoful Gemistus Pletho. Marcu a devenit profesor la Școala patriarhală de la Constantinopol, dar și-a abandonat postul la vârsta de 26 de ani și s-a călugărit într-o mănăstire din Nicomidia, unde și-a dedicat viața rugăciunii.

### Viața monahală
A fost obligat să părăsească mănăstirea din Nicomidia unde se călugărise, din cauza invaziei turcilor, și s-a refugiat la mănăstirea Sfântul Gheorghe din Mangana. A studiat acolo scrierile părinților Bisericii și a redactat mai multe scrieri cu privire la doctrina Sfântului Grigorie Palama. Împăratul Ioan al VIII-lea Paleologul, care-i admira virtutea, a reușit să-l convingă să accepte să fie hirotonit mitropolit al Efesului.

### Activitatea sa la Conciliul de la Florența
La deschiderea Conciliului de la Ferrara din 1438 care urma să dezbată, printre altele, Marea Schismă din 1054, Marcu al Efesului a făcut parte din delegația bizantină condusă de împăratul Ioan al VIII-lea Paleologul. Încă de la început, el s-a arătat un opozant înverșunat al doctrinei latine. A trimis o scrisoare în care critica doctrina teologică promovată de papă, dar aceasta a fost reținută din ordinul împăratului Ioan al VIII-lea, care se temea că ar compromite negocierile de unire între cele două biserici. Cu toate acestea, treptat, membrii delegației bizantine care susțineau unirea au devenit tot mai numeroși, iar Marcu nu a mai avut aproape nici un susținător, cu excepția fratelui său, Ioan, și a lui Dimitrie Paleologul. Cu toate acestea, în perioada 2-24 martie 1439, Marcu i s-a opus teologului latin Ioan de Ragusa în privința pogorârii Duhului Sfânt. La presiunea împăratului Ioan al VIII-lea, el a trebuit să abandoneze dezbaterea. Marcu a fost singurul episcop răsăritean care a refuzat să semneze acordul de unire a celor două biserici la sfârșitul conciliului. Acest gest l-a impus pe Marcu drept conducător al taberei antiunioniste, făcându-l pe mitropolit să dobândească un respect profund din partea creștinilor bizantini care se opuneau hotărârilor luate la Florența. În același timp, gestul mitropolitului Efesului a atras mânia papei care a încercat să-l condamne ca eretic, dar această intenție nu a putut fi pusă în practică din cauza protecției oferite de împăratul bizantin. După un scurt popas la Efes, Marcu s-a întors la Constantinopol pentru a conduce opoziția ortodoxă față de politica unionistă a împăratului. Când a sosit acolo la 1 februarie 1440, el a fost întâmpinat de populație ca un apărător al credinței creștine.
Ioan al VIII-lea nu a putut risca să i se opună lui Marcu, fără a-l transforma într-un martir. În iulie 1440 Marcu a publicat o enciclică care i-a înfuriat pe sprijinitorii Unirii. Ca urmare, a fost arestat și închis timp de doi ani pe insula Lemnos, iar apoi a fost eliberat la ordinul împăratului în 1442, în ziua prăznuirii celor șapte sfinți din Efes.

### Opinii teologice cu privire la Filioque și la Purgatoriu
Mitropolitul Marcu a considerat că Roma persista în erezie și în schismă. Clauza „Filioque” a fost o sursă majoră de discordie în dezbaterile cu privire la unirea bisericilor din Roma și Constantinopol. În timp ce mitropolitul Basilius Bessarion (ulterior patriarh titular al Constantinopolului) a fost mai mult sau mai puțin dispus să accepte dogmele latine, Marcu al Efesului a condamnat cu fermitate dogmele cu privire la Filioque și la Purgatoriu. El a declarat în predica sa cu privire la Filioque că „Simbolul Credinței (Crezul) trebuie păstrat neschimbat, așa cum a fost inițial. Toți Sfinții Doctori ai Bisericii, ca și toate sinoadele și toate Scripturile, ne avertizează împotriva heterodocșilor (...), cei care au alterat Sfântul și Divinul Simbol al Credinței și l-au introdus pe Fiul ca a doua sursă de proveniență a Duhului Sfânt”.
De asemenea, Marcu a respins doctrina despre Purgatoriu, afirmând că nu există un foc purgatorial care „purifică” sufletele credincioșilor. În opinia sa „sufletele defuncților pot avea parte de o anumită «evoluție» și chiar și cei damnați pot beneficia de o relativă «ușurare» a destinului lor, grație rugăciunilor Bisericii și milei nemărginite a lui Dumnezeu; dar ideea unei pedepse înaintea Judecății de Apoi și a unei purificări printr-un foc material este total străină tradiției Bisericii”. Doctrina „focului purgatorial” era tipică teologiei romano-catolice medievale. În cele din urmă, Marcu a avut câștig de cauză în ceea ce privește dezbaterea cu privire la purgatoriu, deoarece formula finală a înțelegerii a omis menționarea „focului” care purifică sufletele oamenilor după moarte.

### Moartea
El a murit în pace la vârsta de 52 de ani pe 23 iunie 1444, după ce s-a chinuit timp de două săptămâni cu o boală intestinală. Pe patul de moarte, Marcu l-a implorat pe Gheorghios Scholarios, fostul său ucenic, care a devenit mai târziu patriarhul Ghenadie al Constantinopolului, să fie atent în relațiile cu creștinismul occidental și să apere Ortodoxia. Potrivit fratelui său, Ioan, ultimele lui cuvinte au fost „Iisuse Hristoase, Fiul lui Dumnezeu cel Viu, în mâinile Tale îmi încredințez duhul”. Marcu a fost îngropat în Mănăstirea Mangana din Constantinopol. După moartea sa, conducerea opoziției ortodoxe față de unire a fost preluată de Gheorghios Scholarios. Unirea Bisericii Ortodoxe cu Biserica Romano-Catolică, blocată de opoziția populației, a fost proclamată în Catedrala Sf. Sofia abia în decembrie 1452, cu câteva luni înainte de căderea Constantinopolului, dar nu a fost acceptată niciodată de majoritatea bisericilor ortodoxe.

## Miracol postum și canonizarea
Familia Evghenikos comemora fiecare aniversare a morții mitropolitului Marcu cu un panegiric constând dintr-o slujbă religioasă (akolouthia) și un sinaxar al vieții scurte a mitropolitului. Datorită în mare parte implicării patriarhului Ghenadie Scholarius, venerarea ca sfânt a lui Marcu al Efesului s-a răspândit în cadrul Bisericii Ortodoxe a Constantinopolului. În anul 1734 patriarhul Serafim al Constantinopolului a prezidat Sfântul Sinod al Bisericii Constantinopolului care a hotărât canonizarea mitropolitului Marcu al Efesului.
Există o relatare a unei minuni postume realizate de Marcu al Efesului. Medicii au renunțat să mai încerce să salveze viața surorii bolnave a lui Demetrios Zourbaios, după ce încercările lor au determinat agravarea stării ei de sănătate. După ce și-a pierdut cunoștința timp de trei zile ea s-a trezit brusc, spre bucuria fratelui ei, care a întrebat-o ce s-a trezit udă. Ea a relatat că un episcop a însoțit-o la o fântână, a spălat-o și i-a spus: „Întoarce-te acum; nu mai ești bolnavă”. Ea l-a întrebat pe însoțitor cum se numește, iar el i-a spus: „eu sunt mitropolitul Efesului, Marcu Evghenikos”. După ce s-a vindecat în mod miraculos, ea a realizat o icoană a Sfântului Marcu și a trăit cu smerenie timp de încă 15 ani.

## Cinstirea memoriei sale
Biserica Ortodoxă îl consideră pe Marcu al Efesului un sfânt, numindu-l, împreună cu Sfântul Fotie cel Mare și cu Sfântul Grigorie Palama, „Stâlp al Ortodoxiei”. Sfântul Nicodim Aghioritul, în acatistul dedicat sfântului, l-a numit „Atlasul Ortodoxiei”. Ziua lui de prăznuire este 19 ianuarie, ziua când moaștele lui au fost mutate la Mănăstirea Sfântul Lazăr din Galata.